# 모건 G. 버클리 스타디움
모건 G. 버클리 스타디움은 베이브 루스의 마지막 전시 야구 경기가 있는 코네티컷 하트포드에 위치한 스포츠 경기 경기장이었다. 이스턴 리그의 하트포드 세네터스, 내셔널 풋볼 리그의 하트포드 블루스의 홈구장이었고 모터스포츠를 위한 0.2마일의 흙 타원형이 있다. 원래 1921년부터 1927년까지 클락린 필드로 명명된 이 경기장은 1928년에 전 코네티컷 주지사이자 내셔널 리그의 초대 회장인 모건 버클리의 이름으로 개명되었다.
하트퍼드 세너터스의 소유주인 제임스 H. 클락킨은 1921년에 오래된 웨더스필드 애비뉴 야구장을 새로운 클라크 필드로 교체했다. 비로 인해 개장이 지연된 후 야구장은 마침내 1921년 5월 4일에 문을 열었다.
야구장은 프랭클린 애비뉴의 핸머 스트리트와 조지 스트리트에 위치했다. 멋진 경기장이 펼쳐져 있었고 클라크는 강철과 콘크리트로 된 스탠드와 탈의실, 샤워 욕조 및 완벽한 현대 장비를 갖춘 미국 최고의 마이너 리그 구조 중 하나를 세웠다. 시즌 초반에 원정 경기만 치른 후, 하트포드 세네터스는 1927년 7월 벌클리 스타디움의 개막식을 위해 하트포드로 돌아왔다. 하트퍼드 쿠란트에 따르면 클라크는 6년 후인 1933년 3월 12일에 사망했다.
1921년과 1952년 사이에 경기장은 하트포드의 다양한 마이너 리그 야구 팀의 홈이었다. 하트포드 세네터스, 하트포드 블루스, 하트포드 로렐스, 하트포드 비즈, 하트 포드 치프스 . 루 게릭, 짐 소프, 타이 콥, 지미 폭스, 리오 더로셔, 행크 그린버그, 워런 스판, 테드 윌리엄스 및 조니 세인은 모두 한 번씩은 이 팀에서 뛰었다. 보스턴 브레이브스가 1952년 시즌 말에 밀워키로 이적했을 때 하트포드의 마이너 리그 팀은 재배치되었다.
1945년 9월 30일 베이브 루스는 버클리 스타디움에서 열린 사비트 젬스를 위한 자선 경기에서 경기를 치렀다. 젬스는 1930년 그레이터 하트포드 트와일라잇 베이스볼 리그의 일부로 팀을 만든 빌 세빗이 후원한 세미프로 클럽이었다. 50세의 노년에 베이브 루스는 핀치-히터(pinch-hitter)로 게임에 들어갔고 상대 투수에게 그라운드 아웃되었다. 야구 경기는 베이브 루스의 선수 경력의 마지막 모습이었다. 버클리 스타디움은 혼란에 빠졌고 1960년에 철거되었다. 경기장 위치는 현재 요양원이다. 1998년에 역사적인 석상이 그곳에 헌납되었다.
현대 항공 사진 및 도면은 위치를 보다 구체적으로 파악하는 데 도움이 된다. 다이아몬드는 들판의 북동쪽 구석에 있었다. 조지 스트리트는 우익수 울타리와 접해 있다. 하머 스트리트와 굿리치 스트리트는 동쪽에서 필드의 3루 쪽으로 달렸고, 이후 조지 스트리트에서 서쪽으로 계속 이어졌다. 체스터 스트리트는 왼쪽 필드 울타리 너머로 반 블록 떨어진 남쪽에 있었다. 카올 스트리트는 북쪽에 있었고, 1루 쪽에서 거의 한 블록 떨어져 있었다. 프랭클린 애비뉴는 야구장에서 동쪽으로 한 블록 이상 떨어진 조지 스트리트와 평행하고 하머와 굿리치가 교차한다. 편리한 기준점은 체스터와 크롬웰 사이의 프랭클린 서쪽에 있는 야구장 위치의 남동쪽에 있는 네일러 학교이다. 1940년 도시 디렉토리에는 주소가 60 하머로 나와 있다.